# Sangre sobre Texas
Sangre sobre Texas (título original en italiano: 100.000 dollari per Ringo, lit. '100 000 dólares por Ringo') es una película de spaghetti western de 1965 dirigida por Alberto De Martino.
Se proyectó como parte de una retrospectiva sobre spaghetti western en el Festival Internacional de Cine de Venecia de 2007.

## Argumento
Un individuo sin escrúpulos, Tom Sherry, provoca una guerra con los nativos americanos al culparles del asesinato de una mujer que en realidad cometió él, con el objeto de obtener una concesión sobre el territorio en el que se asentaban. Pasado el tiempo, Tom se ha convertido en el amo de la región y se dedica al próspero negocio del contrabando de armas, pero hasta el pueblo llegará un enigmático forastero, Ringo, al que le ayudará un peculiar cazador de recompensas, Chuck, en su intento de restablecer la ley y el orden en la región.

## Reparto
- Richard Harrison como Lee 'Ringo' Barton.
- Fernando Sancho como Chuck.
- Luis Induni como Sheriff.
- Gérard Tichy como Tom Sherry.
- John Barracuda
- Aurora Julia
- Eleonora Bianchi como Deborah
- Loris Loddi como Sean.
- Lee Burton como Luke Sherry.
- Michel Montfort
- Paco Sanz como José.
- Tomás Torres como General mejicano.
- Rafael Albaicín como Oso Gris.
- César Ojinaga como Sargento.
- Frank Oliveras como Indio.
- Pedro Rodríguez de Quevedo
- Fernando Rubio
- Víctor Vilanova

## Lanzamiento
Sangre sobre Texas se estrenó en Italia en noviembre de 1965 y en España en julio de 1966. Thomas Weisser comentó que la película era relativamente desconocida en los Estados Unidos, pero que la película fue uno de los mayores éxitos de taquilla internacionales de Richard Harrison.: 233 

## Taquilla
La película fue uno de los spaghetti western más exitosos de 1965, siendo una de las seis que recaudó más de 1 236 276 liras ese año; y es la 32.ª más taquillera de todos los tiempos en ese país.